# Дипломатический иммунитет
Дипломати́ческий иммуните́т (от лат. immunitas «независимость; неподверженность») — это изъятие его бенефициара (носителя) из-под юрисдикции государства пребывания. В первую очередь носителями такого иммунитета являются глава дипломатического представительства и другие сотрудники из числа дипломатического персонала. Вместе с тем есть случаи, когда таким иммунитетом обладают лица, не входящие в дипломатический состав посольств.
Дипломатический иммунитет следует отличать от дипломати́ческих привиле́гий, представляющих собой преференции (льготы), которыми наделяется соответствующее лицо при вступлении в некоторые правоотношения с государством пребывания: прежде всего, в налоговой, таможенной, миграционной сферах.
Источником дипломатического иммунитета является международный обычай, кодифицированный Венской конвенцией о дипломатических сношениях. В развитие её положений национальное (главным образом, процессуальное) законодательство государств также регулирует вопросы дипломатического иммунитета. Так, в России положения о дипломатическом иммунитете содержатся в ст.401 Гражданского процессуального кодекса Российской Федерации от 14 ноября 2002 г. № 138-ФЗ в редакции от 6 февраля 2012 г., ст.11 Уголовного кодекса Российской Федерации от 13 июня 1996 г. № 63-ФЗ в редакции от 7 декабря 2011 г. В СССР вопросы дипломатического иммунитета регулировались Положением о дипломатических и консульских представительствах иностранных государств на территории СССР.

## История института дипломатического иммунитета
В зачаточном состоянии данный институт существовал еще в древности. В Древнем Китае, древнегреческих полисах и древнеиндийских государствах личность послов считалась неприкосновенной. В Древней Индии пользовались неприкосновенностью также и посольские помещения. В тот период это было обусловлено, прежде всего, религиозными верованиями. Кроме того, в указанных государствах царила стойкая убеждённость в том, что обеспечить мирные международные отношения и взаимодействие друг с другом по различным вопросам невозможно без предоставления иностранным послам и посредникам права безопасно передвигаться по территориям государств пребывания. Вместе с тем принцип личной неприкосновенности послов утратил былое значение в период расцвета Римской Империи, а позднее Византии — оба эти государства больше полагались на захватническую политику, нежели мирное сосуществование.
В современном смысле слова дипломатия возродилась лишь в конце средневековья, на заре Ренессанса. С появлением в XV веке постоянных посольских учреждений укрепился принцип неприкосновенности их помещений. С учетом особой роли церкви в рассматриваемый исторический период послы, продолжая пользоваться неприкосновенностью, стали считаться находящимися под её особым покровительством. В XVI веке — период ожесточённой религиозной розни — в практику государств вошли особая защита и иммунитет от уголовной юрисдикции послов, включая даже тех, которые подозревались в заговоре против аккредитовавших их суверенов. В данном контексте уместно сослаться на такой дипломатический казус. Испанский посол Мендоса в 1584 году был обвинён английским правительством в заговоре, имевшем целью свергнуть английскую королеву Елизавету. При этом возник вопрос, можно ли судить испанского посла в английском суде. Совет Королевы обратился за консультацией к известному итальянскому дипломату, правоведу, знатоку дипломатического права Альберико Джентили (автор трактата «Три книги о посольствах» 1585 г.). Тот дал заключение, что Мендоса должен быть подвергнут наказанию испанским сувереном, а следовательно, должен быть выслан из Англии. В результате провинившийся посол получил от английских властей приказ покинуть пределы Королевства.
В вестфальский период (1648—1815 гг.) развития международного права окончательное закрепление в форме международного обычая получили правила об иммунитете послов, сопровождающих их членов семей и персонала от гражданской и уголовной юрисдикции государств пребывания, равно как и правила о неприкосновенности посольских помещений. В рассматриваемый период повышенное внимание тематике дипломатического иммунитета уделяется в научных международно-правовых разработках (Г. Гроций, 1625 г., К. Бейнкерсхук, 1721 г., Э. Ваттель, 1758 г.).
Версальский период (1919—1945 гг.) международного права ознаменовался попытками кодификации сложившихся к тому времени норм о дипломатическом иммунитете. Впервые такая кодификация была предпринята на региональном уровне — Гаванская конвенция о дипломатических служащих от 1928 г., участниками которой были государства Панамериканского союза. Вместе с тем эта Конвенция всё же не вполне адекватно отражала существующую на тот момент практику в области дипломатического права. Более продуманным в этом отношении является Гарвардский проект конвенции о дипломатических привилегиях и иммунитетах 1932 года.
Первая универсальная кодификация обычных норм дипломатического права была предпринята уже в период современного международного права вспомогательным органом Генеральной Ассамблеи ООН — Комиссией международного права, результатом работы которой стала Венская конвенция о дипломатических сношениях от 18 апреля 1961 года. В ней зафиксированы не только сложившиеся к тому времени в дипломатической практике государств единообразные правила, но и новые правила, насчет которых у государств прежде не было единого понимания (речь, прежде всего, идет о привилегиях и иммунитетах младшего персонала посольств, исключений из иммунитета, а также статуса дипломатов, являющихся гражданами государства пребывания). Именно Венская конвенция стала тем универсальным инструментом, регулирующим отношения в области дипломатического права, в том числе и вопросы дипломатического иммунитета.

## Содержание дипломатического иммунитета
Теоретической основой такого иммунитета является комбинированная функционально-представительская теория, нашедшая своё отражение в преамбуле Венской конвенции 1961 года. Согласно ей, в частности, «привилегии и иммунитеты предоставляются не для выгод отдельных лиц, а для обеспечения эффективного осуществления функций дипломатических представительств как органов, представляющих государства». В равной мере сказанное относится и к дипломатическим представителям, а также иным лицам, которые в силу договора или обычая также являются носителями дипломатического иммунитета.
Венская конвенция регулирует также вопросы иммунитета применительно к дипломатическим представительствам (посольствам) и дипломатическим представителям (агентам).
Дипломатический иммунитет действует только в стране, в которой дипломат исполняет свои обязанности. В 2018 году иранский дипломат Асадулла Асади, работавший в Австрии, был арестован в Германии по обвинению в подготовке взрыва на собрании иранской оппозиционной организации. Было решено, что в Германии дипломатическим иммунитетом он пользоваться не мог, так как не исполнял там свои обязанности, а отдыхал.

### Дипломатические представительства
Одной из составляющих иммунитета диппредставительства является неприкосновенность: в соответствии со статьёй 22 Венской конвенции неприкосновенны помещения дипломатического представительства; при этом, согласно статье 1 Венской конвенции,  к ним относятся здания или части зданий, используемые для целей представительства, включая резиденцию главы представительства, кому бы ни принадлежало право собственности на них, включая обслуживающий данное здание или часть здания земельный участок. Таким образом, помещения представительства неприкосновенны независимо от того, находятся ли они в собственности аккредитующего государства или на праве аренды (либо ином вещном/обязательственном праве), а также от того, представляют ли эти помещения обособленное здание, комплекс зданий или только часть здания (в последнем случае в целях обеспечения неприкосновенности эта часть должна быть оборудована отдельным входом). Соответственно власти государства пребывания, во-первых, не могут вступать в помещения представительства иначе, как с согласия его главы. Во-вторых, на государстве пребывания лежит специальная обязанность предпринимать все надлежащие меры для защиты помещений представительства от всякого вторжения или нанесения ущерба и для предотвращения всякого нарушения спокойствия представительства или оскорбления его достоинства. Иногда для обеспечения охраны посольств выделяются силы местных правоохранительных органов.
Неприкосновенность помещений дипломатического представительства предполагает невозможность вручения судебных повесток и передачи судебных приказов как внутри самих помещений, так и, что называется, на пороге. Передача таких документов должна осуществляться иным способом (посредством почтовой связи, через местное министерство иностранных дел). Кроме того, неприкосновенность помещений подразумевает иммунитет от обыска, ареста, реквизиции и исполнительных мер. Данный иммунитет распространяется и на предметы обстановки и мебель внутри помещений.
В случае с помещениями иммунитет и неприкосновенность совпадают.

## Иные бенефициары дипломатического иммунитета
- Главы государств
- Главы правительств
- Министры иностранных дел
- Должностные лица международных организаций